# Gmina Paide
Gmina Paide (est. Paide vald) – gmina wiejska w Estonii, w prowincji Järva. Zajmuje powierzchnię 300 km² wokół miasta Paide. W 2015 roku zamieszkana przez 1556 osób (1 stycznia).

## Wsie
Anna - Eivere - Kirila - Korba - Kriilevälja - Mäeküla - Mäo - Mustla - Mustla-Nõmme - Mündi - Nurme - Nurmsi - Ojaküla - Otiku - Pikaküla - Prääma - Puiatu - Purdi - Sargvere - Seinapalu - Sillaotsa - Sõmeru - Suurpalu - Tarbja - Valgma - Veskiaru - Viraksaare - Võõbu

## Galeria

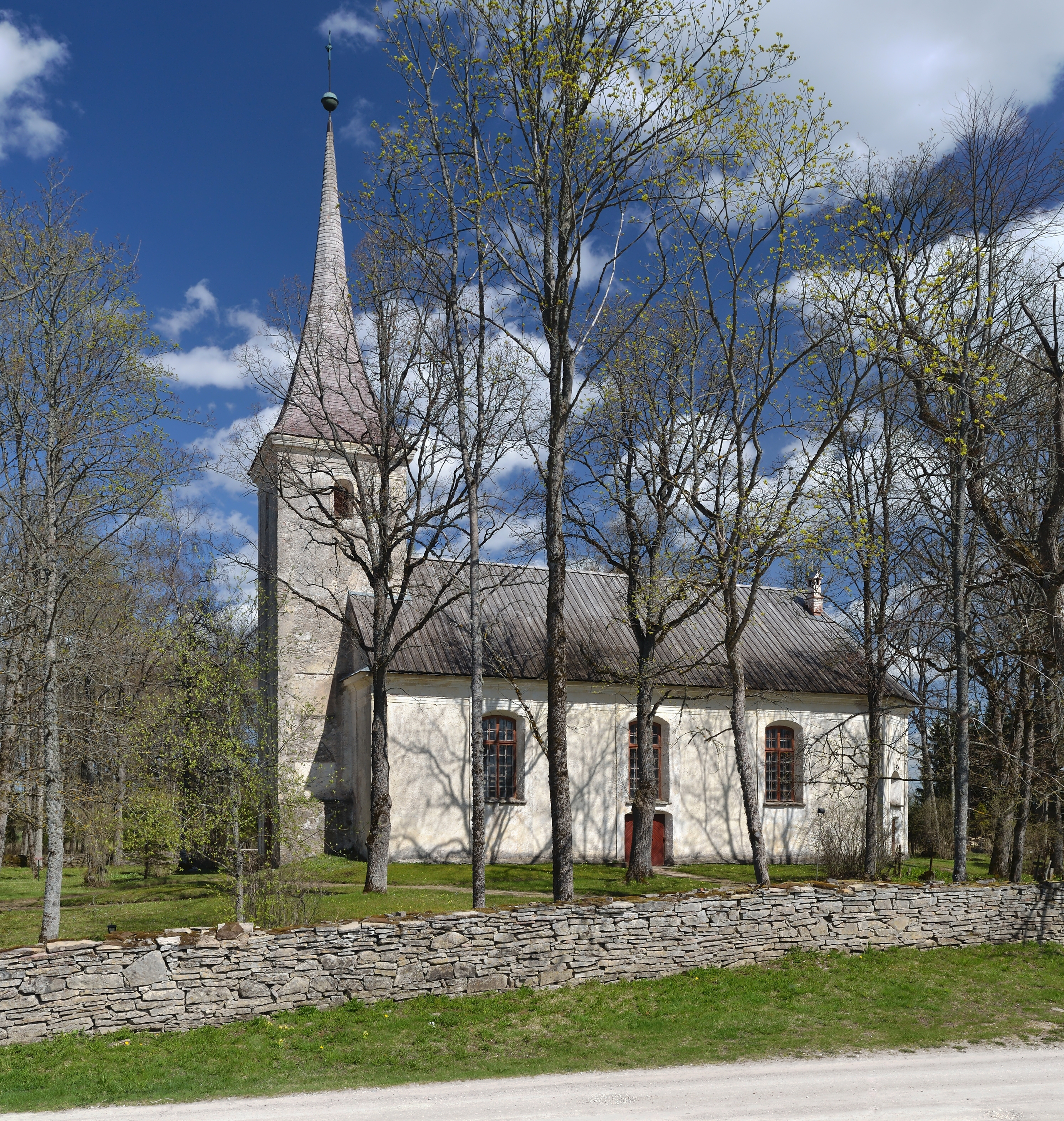
Anna
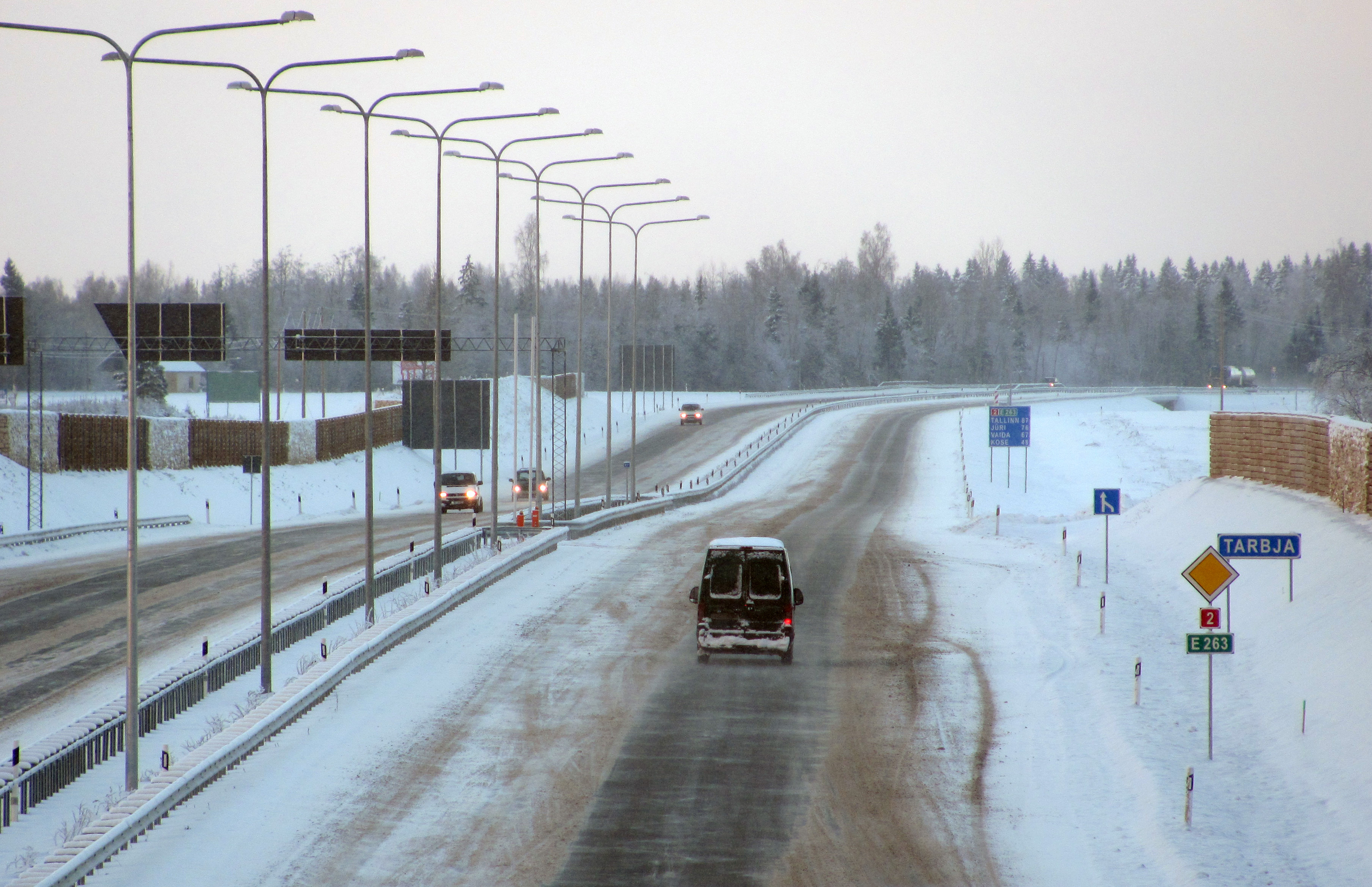
Mäo
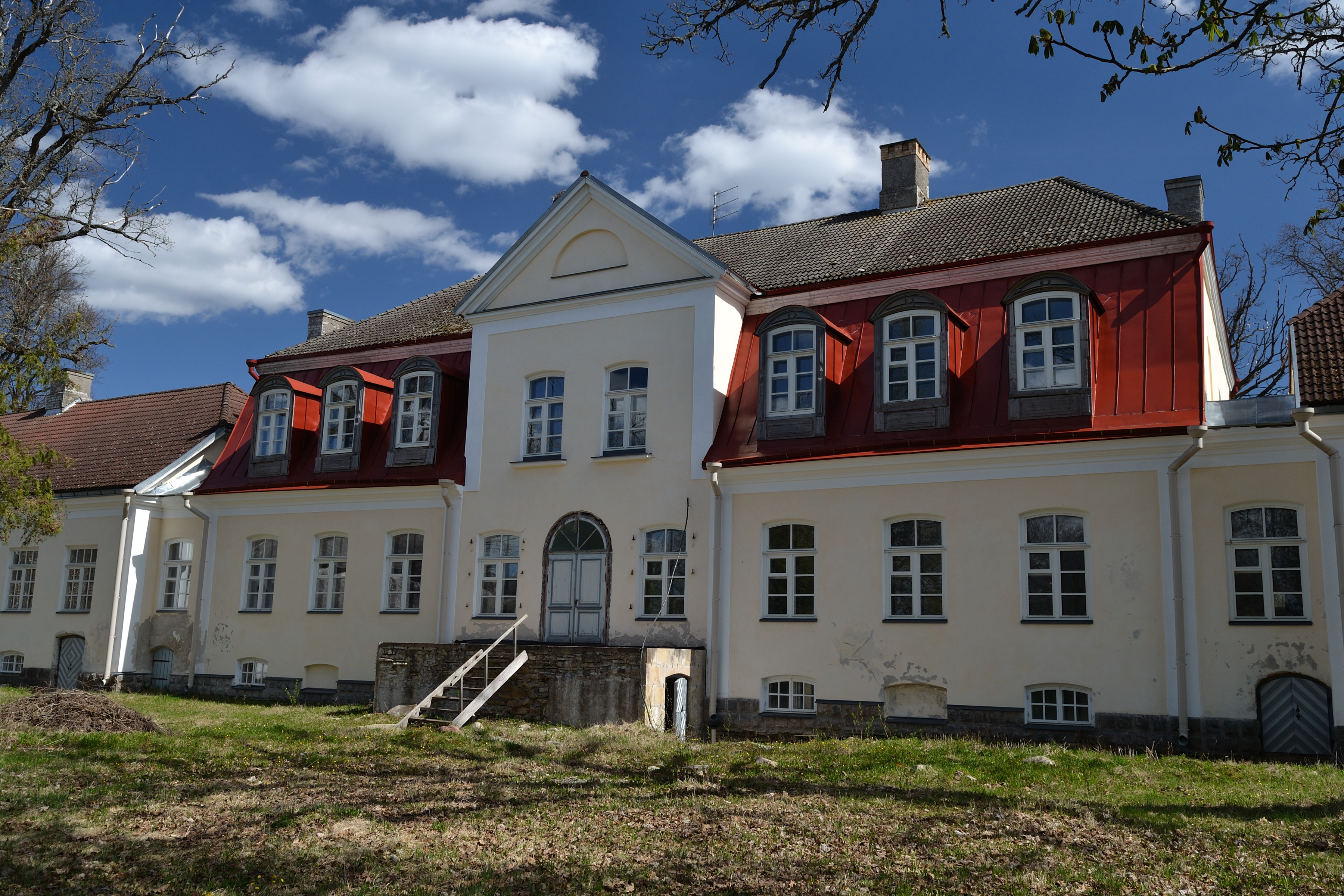
Purdi
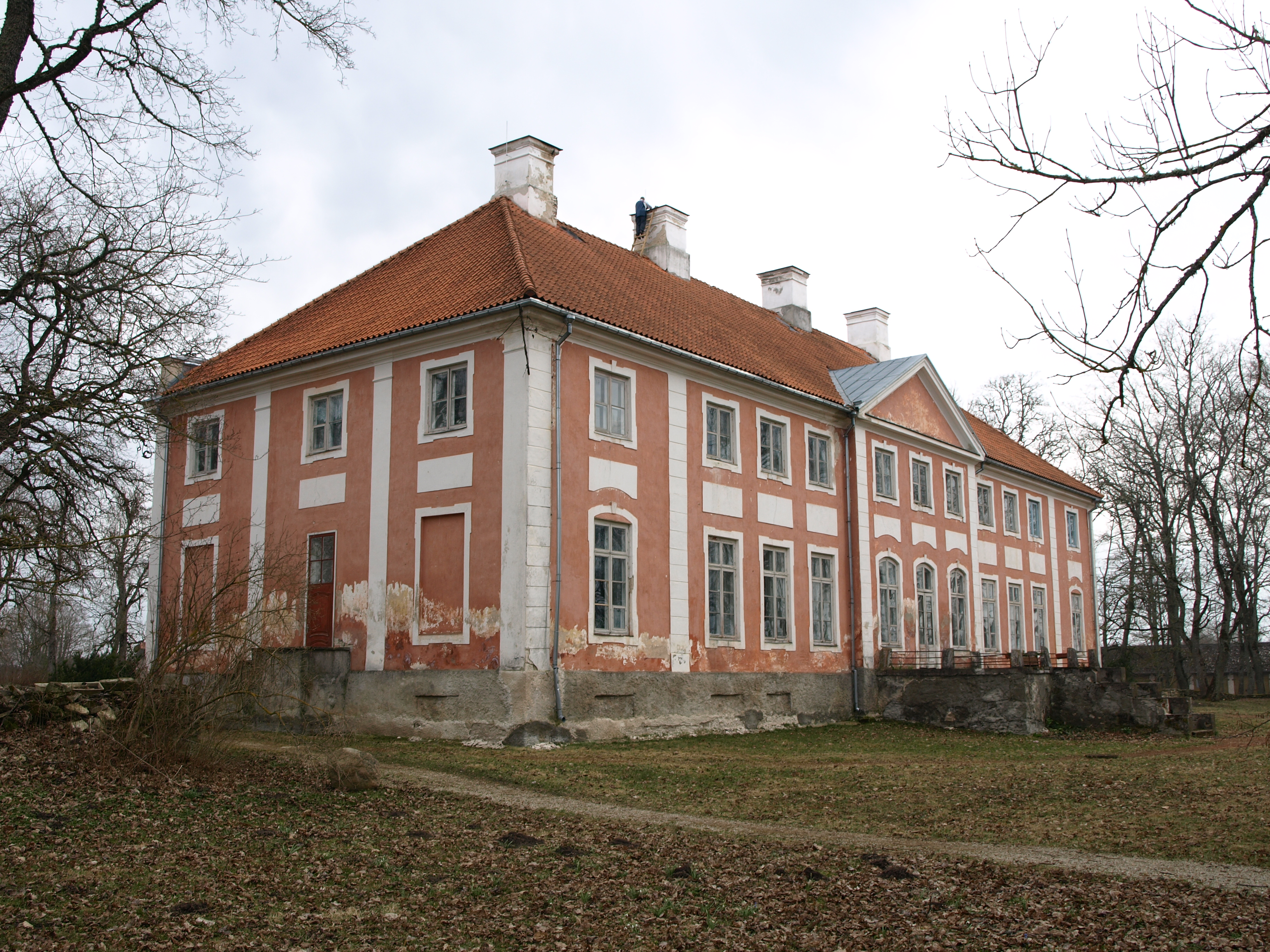
Sargvere